# Polyphenole

Symbolformel der Tanninsäure

Polyphenole sind chemische Verbindungen aus der Stoffgruppe der Phenole beziehungsweise Hydroxyaromaten. Es gibt in der Literatur unterschiedliche Definitionen, welche Verbindungen den Polyphenolen zugeordnet werden können. Zumeist werden natürliche, in Pflanzen vorkommende Verbindungen, die mehr als einen Phenolring enthalten, den pflanzlichen Polyphenolen zugeordnet. Vereinzelt werden auch aromatische Verbindungen, die zwei oder mehr direkt an einen aromatischen Ring gebundene Hydroxygruppen enthalten, als Polyphenole bezeichnet.
Natürliche Polyphenole kommen in Pflanzen als sekundäre Pflanzenstoffe vor. Sie stellen bioaktive Substanzen wie Farbstoffe, Geschmacksstoffe und Tannine dar und sollen die Pflanze vor Fressfeinden (Prädatoren) schützen oder durch ihre Farbe Insekten zur Bestäubung anlocken. Sie dienen manchen Pflanzen aufgrund ihrer antioxidativen Wirkung und der Filterung energiereicher UV-B-Strahlung auch als Schutz für den Photosynthese-Apparat. Weiterhin sind Polyphenole Grundbausteine wichtiger Biopolymere wie Lignin und Suberin.
Zu den Polyphenolen zählen zahlreiche unterschiedliche Pflanzenstoffe, unter anderem die Farbstoffe der Flavonoide und speziell Anthocyane, Procyanidine, Benzoesäurederivate (z. B. die Hydroxybenzoesäuren wie Vanillinsäure, die Trihydroxybenzoesäuren wie Gallussäure und die Dihydroxybenzoesäuren wie Protocatechusäure), Zimtsäurederivate (die Hydroxyzimtsäuren wie Kaffeesäure und p-Cumarsäure) und Stilbenderivate (etwa Resveratrol). Insgesamt sind über 8000 verschiedene polyphenolische Verbindungen in Pflanzen identifiziert; ihre gemeinsame Vorstufe ist Phenylalanin bzw. dessen Vorläufer Shikimisäure.

## Herkunft
Pflanzen mit hohem Polyphenolgehalt sind beispielsweise die Echte Walnuss, die Blätter und Trauben der Weinreben, die Schale und das Fruchtfleisch der Mangostanfrucht (Garcinia mangostana), der Saft des Granatapfels (Punica granatum), der unter anderem Punicalagin, Ellagsäure und Gallussäure enthält, Ginkgo, Tee, Zistrosen und die Samen von Perilla (Perilla frutescens, auch „Schwarznessel“ oder irreführend „Wilder Sesam“ genannt). Allgemein weisen viele Kräuter einen vergleichsweise hohen Polyphenolgehalt auf, wie zum Beispiel Pfefferminze, Oregano und Salbei. Auch einige als Superfood bezeichnete Lebensmittel, darunter u. a. Kakaopulver, die Aronia (Apfelbeere) sowie die Heidelbeere, besitzen einen hohen Polyphenolgehalt. Polyphenole sind auch in Gehölzen zu finden. In Oliven ist insbesondere Hydroxytyrosol enthalten, und aus der Rinde von Pinien und aus Lärchenholz werden Flavonoide für den Einsatz in der Medizin extrahiert.
Verschiedene Polyphenole lösen unterschiedliche Geschmacksempfinden im Mund aus. So können bereits geringe Mengen einiger Polyphenole ein Lebensmittel bitter schmecken lassen.
Ob die Anbauweise (ökologischer oder konventioneller Anbau) einen Einfluss auf den Gehalt von Polyphenolen in Lebensmitteln hat, ist umstritten – wahrscheinlicher ist der Faktor Klima/Wetter bzw. das Anbaujahr.

## Wirkung
Polyphenole weisen verschiedene antioxidative und entzündungshemmende Eigenschaften auf. Die Wirkungen von Polyphenolen werden bei verschiedenen Erkrankungen untersucht, darunter Autoimmunerkrankungen wie Diabetes mellitus Typ 1, Rheuma und Multiple Sklerose. Eine Verwendung bei Diabetes Typ II, Bluthochdruck Krebs, und Depression wird ebenfalls untersucht. Ein Problem bei der oralen Einnahme von Polyphenolen ist der geringe Anteil an in den Blutkreislauf aufgenommenen Polyphenolen (geringe Bioverfügbarkeit). Darüber hinaus werden Polyphenole als UV-Filter in Sonnenschutzmitteln untersucht.
Es wird diskutiert, ob ein hoher Gehalt an Polyphenolen in Äpfeln diese verträglicher machen und die allergene Wirkung von Mal d 1 ausgleichen würde. Dies konnte aber nicht bestätigt werden.

## Toxikologie
Viele Polyphenole besitzen in geringer Dosis, so wie sie in Pflanzen vorkommen, positive biologische Eigenschaften, können allerdings bei In-vitro-Untersuchungen und in hoher Dosierung auch toxische Wirkungen zeigen. Werden sie hochdosiert oder langdauernd angewendet, sind solche Wirkungen auch im Organismus möglich, weshalb solche Dosierungen und/oder Daueranwendungen eher unüblich sind. Apigenin, Quercetin, Taxifolin und Kaempferol beispielsweise wirken cytostatisch, weshalb sie und einige andere Polyphenole, z. B. Brenzcatechin, Genistein und Gossypol, als gesundheitsschädlich eingestuft sind, Quercetin sogar als giftig. Polyphenole werden im menschlichen Körper meist nicht unverändert resorbiert und zeigen daher abhängig von der chemischen Struktur recht unterschiedliches pharmakokinetisches Verhalten, weshalb Ergebnisse von In-vitro-Experimenten mit Polyphenolen alles in allem nur eingeschränkt auf den Menschen übertragbar sind. Zudem wird ihre Wirkung noch durch den sog. Matrixeffekt anderer sekundärer Pflanzenstoffe moduliert. Für Quercetin beispielsweise ist eine mutagene Wirkung nachgewiesen, liegt es dagegen in einer Pflanzen-Matrix vor, die andere Polyphenole wie etwa Gerbstoffe enthält, überwiegt insgesamt eine antimutagene Wirkung des Pflanzenextraktes.
Hitzestabile Polyphenole (Tannin-, Chlorogen-, Kaffeesäure) können Thiamin zerstören. Diese kommen in Tee, Kaffee, Betelnüssen und verschiedenen Beeren vor. Zudem können Polyphenole die Non-Häm-Eisenresorption konzentrationsabhängig hemmen.